# Zikanapis
Zikanapis is een geslacht van vliesvleugelige insecten uit de familie Colletidae.

## Soorten
- Z. brethesi Compagnucci, 2006
- Z. clypeata (Smith, 1879)
- Z. copo Compagnucci, 2006
- Z. elegans (Timberlake, 1965)
- Z. foersteri Moure & Seabra, 1962
- Z. funeraria Moure, 1964
- Z. inbio (Michener, Engel & Ayala, 2003)
- Z. megalopta Moure, 1948
- Z. modesta Moure, 1964
- Z. rozenorum (Michener, Engel & Ayala, 2003)
- Z. seabrai Moure, 1953
- Z. tucumana (Moure, 1945)
- Z. zikani (Friese, 1925)